# Mahala (Breza)
Pour les articles homonymes, voir Mahala.
Mahala (en cyrillique : Махала) est un village de Bosnie-Herzégovine. Il est situé dans la municipalité de Breza, dans le canton de Zenica-Doboj et dans la fédération de Bosnie-et-Herzégovine. Selon les premiers résultats du recensement bosnien de 2013, il compte 932 habitants.

## Démographie

### Évolution historique de la population
| 1948 | 1953 | 1961  | 1971  | 1981  | 1991  | 2013 |
| ---- | ---- | ----- | ----- | ----- | ----- | ---- |
| -    | -    | 1 362 | 1 412 | 1 517 | 1 091 | 932  |

|  |

### Communauté locale
En 1991, la communauté locale de Mahala comptait 4 202 habitants, répartis de la manière suivante :